# Ernst von Heyden (Politiker, 1817)
Ernst Hans Heinrich von Heyden (* 28. April 1817 in Kartlow; † 22. September 1859 in Bredenfelde) war ein deutscher Gutsbesitzer und Abgeordneter.

## Leben
Ernst von Heyden stammte aus dem pommerschen Adelsgeschlecht von Heyden und war der vierte Sohn von Wichard Wilhelm von Heyden und seiner ersten Frau  Wilhelmine, geb. von Gloeden (1789–1820). Woldemar von Heyden (1809–1871), Generallandschaftsrat von Pommern, Mitglied des Vereinigten Landtags von Preußen und Bauherr von Schloss Kartlow, sowie Hermann von Heyden (1810–1851), Mitglied des Preußischen Abgeordnetenhauses, Landrat des Landkreises Demmin und Bauherr des Gutshauses Leistenow, waren seine Brüder.
Er studierte  Rechtswissenschaften an den Universitäten Bonn und Heidelberg und zuletzt 1839 an der Universität Rostock. In Heidelberg schloss er sich dem Corps Hanseatia und in Bonn dem Corps Borussia Bonn an.

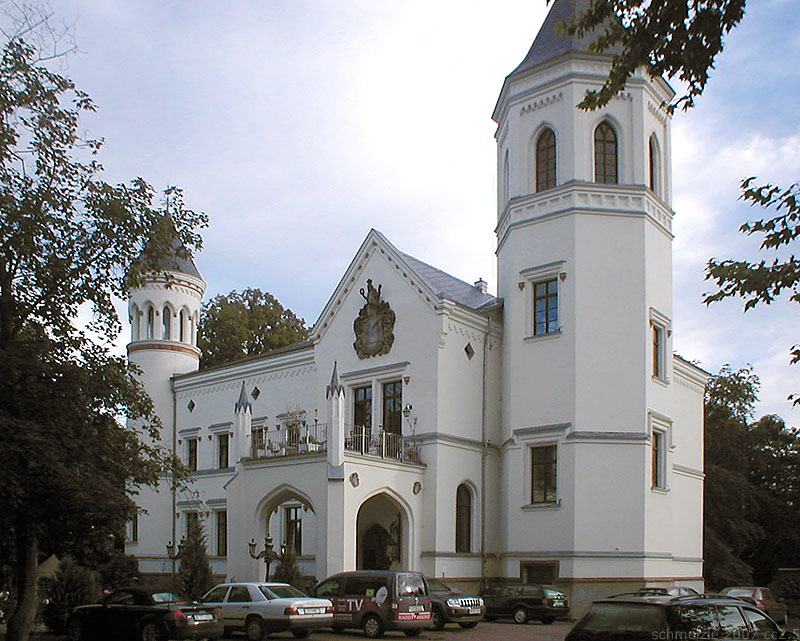
Herrenhaus Bredenfelde

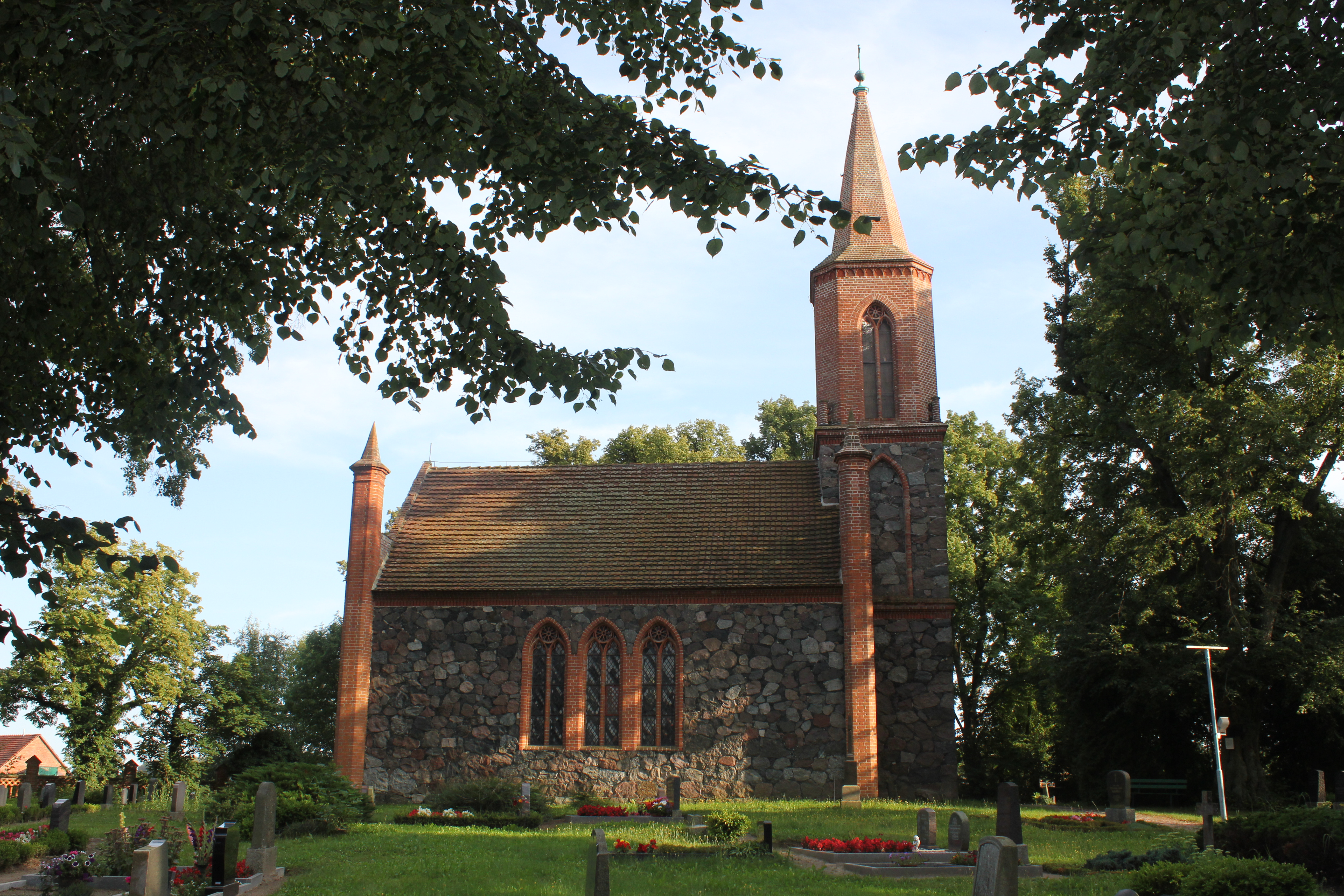
Kirche Bredenfelde

Aus dem umfangreichen Güterbesitz seines Vaters erbte er das 1816 erworbene Gut Bredenfelde. Hier ließ er ab 1840 nach Plänen des Königlichen Preußischen Gartenbaudirektors Peter Joseph Lenné (1789–1866) einen englischen Landschaftspark anlegen und von 1851 bis 1855 das neugotische Herrenhaus Bredenfelde nach Entwürfen des Architekten Friedrich Hitzig sowie die neugotische Kapelle nach Plänen von Friedrich Wilhelm Buttel errichten.
Mit dem Besitz von Bredenfelde unmittelbar verbunden war die Zugehörigkeit zur Ritterschaft und die Landstandsfähigkeit. In den mecklenburgischen Adel wurde er hingegen erst 1855 rezipiert. Auf den Landtagen gehörte von Heyden zur Minderheit  der fortschrittlicheren Mitglieder der mecklenburgischen Ritterschaft. 1847 forderte er die Einrichtung von Kreisgerichten und die Aufhebung der Patrimonialgerichtsbarkeit, um hierdurch die Einführung von Offentlichkeit und Mündlichkeit im Gerichtsverfahren vorzubereiten – was in Mecklenburg erst mit der Einführung des Gerichtsverfassungsgesetzes 1879 geschehen sollte. Auf dem gleichen Landtag setzte er sich erfolglos dafür ein, die Eheschließung zwischen Juden und Christen zu erlauben.
Im Frühjahr des Revolutionsjahres 1848 war er einer der Vertreter Mecklenburgs im Frankfurter Vorparlament, das die Wahl der Frankfurter Nationalversammlung vorbereiten sollte. Dazu arbeitete es eng mit dem Bundestag des Deutschen Bundes zusammen. Die Versammlung tagte vom 31. März bis zum 3. April 1848 in der Frankfurter Paulskirche.
Seit 1842 war er Mitglied im Verein für mecklenburgische Geschichte und Altertumskunde.
Er war zunächst verheiratet mit Bertha, geb. Oerthling (1820–1847). In zweiter Ehe heiratete er am 30. Mai 1849 Charlotte (Lolo), geb. Freiin von Brandenstein (1831–1908). Sie übernahm nach seinem Tod die Führung des Guts. Nach ihrem Tod 1908 führte der einzige Sohn, Ministerialrat a. D. Ernst Werner von Heyden (1859–1932) den Gutsbetrieb bis 1931 weiter.